# Thermozuil
Een thermozuil is een thermische ontvanger bestaande uit een reeks thermo-elementen. 
De zuil is een elektrisch apparaat dat warmte-energie omzet in elektrische energie. De thermozuil is een toepassing van het thermokoppel en bestaat uit een aantal in serie geschakelde koppels. De thermozuilen meten niet de absolute temperatuur, maar produceren een uitgangsspanning evenredig aan een lokaal temperatuurverschil of een temperatuurgradiënt. 
De zuil wordt veelal gebruikt voor het meten of aantonen van zeer kleine verschillen in temperatuur, bijvoorbeeld in stralingsmeters, chemische detectoren en vermogensmeters.
De thermozuilen zijn de belangrijkste component van de infraroodthermometers die wijdverspreid door medici worden gebruikt om lichaamstemperatuur in het oor te meten.